# Johann II. (Troppau-Ratibor)
Johann II. von Troppau (auch: Johann II. von Troppau-Ratibor; Johann der Eiserne; tschechisch: Jan II. Opavský; Hanuš Ferreus; * nach 1365; † 1424) war Herzog von (Troppau)-Ratibor, Jägerndorf und Freudenthal. Von 1388 bis 1397 war er Landeshauptmann und von 1397 bis 1422 Pfandherr von Glatz und Frankenstein. Er entstammte dem Familienzweig Troppau-Ratibor der Troppauer Přemysliden.

## Leben
Sein gleichnamiger Vater Johann I., der 1365 als Alleinerbe an das Herzogtum Ratibor gelangte, gründete die přemyslidische Stammlinie Troppau-Ratibor. Zudem erhielt er bei der Teilung des Herzogtums Troppau 1377 die Gebiete von Jägerndorf und Freudenthal. Johanns II. Mutter war Anna, Tochter des Heinrich V. von Glogau-Sagan.
Nach dem Tod Johanns I. teilten seine Söhne Johann II. „der Eiserne“ und Nikolaus IV. dessen Besitzungen. Der jüngere Nikolaus erhielt einen Anteil von Freudenthal, das bis zu dessen Volljährigkeit 1385 Johann „der Eiserne“ verwaltete und das dieser nach Nikolaus Tod (1405/07) erbte. Bereits 1384 hatte Johann das seit 1377 selbständige Herzogtum Jägerndorf an Wladislaus II. von Oppeln verkauft. Das bereits von seinem Vater an Wladislaus von Oppeln verpfändete Pleß und Nikolai konnte Johann II. zurückgewinnen.
1387 gründete Johann II. die Stadt Alt Berun und verlieh die städtische Vogtei einem gewissen Cussowitz. 1391 schenkte er dem Bischof von Krakau die an der Ostgrenze des Herzogtums Ratibor gelegenen Dörfer Imielin, Kosztow und Groß Chelm mit allen landesherrlichen Rechten, wodurch diese Ortschaften nicht mehr zu Schlesien gerechnet wurden. Aus einer von ihm und seinem Bruder Nikolaus 1394 gegründeten Eisenhämmersiedlung entwickelte sich die Ortschaft Halemba bei Ruda. 1397 gründete Johann II. einen weiteren Eisenhammer an der Stelle des wüsten Dorfes Bogutschütz, der als Bogutzker Hammer bezeichnet wurde und aus dem sich Ende des 16. Jahrhunderts Kattowitz entwickelte.
Da Johann II. zu den Anhängern des Markgrafen Prokop gehörte, trat er 1389 dem Vertrag von Hotzenplotz, der von den Bischöfen von Breslau und Olmütz sowie den Fürsten von Liegnitz, Oels, Glogau, Troppau und Teschen zur Wahrung des Landfriedens und dem gegenseitigen Schutz vor Prokop abgeschlossen wurde, nicht bei.
Als höchster Hofmeister des Königs Wenzel IV. gehörte Johann zu den führenden Persönlichkeiten des Königreichs Böhmen. In dieser Position versah er auch das Amt des Karlsteiner Burggrafen. Zusammen mit anderen hochadeligen Räten beschuldigte er 1397 König Wenzel IV. der Vernachlässigung seiner Aufgaben als Römisch-deutscher König und forderte ihn auf, einen Reichstag einzuberufen. Die Beschuldigungen wurden Wenzels Räten und Günstlingen Stefan Poduška von Martinitz, Stefan von Opočno, Burkhard Strnad von Janowitz und dem Prior des Johanniterordens Marquard von Strakonitz zur Last gelegt. Nachdem diese weiterhin den Forderungen Johanns und seiner Mitstreiter im Wege standen, lud Johann sie am 11. Juni 1397 zu einem Gastmahl auf die Burg Karlstein. Dort überfiel er sie mit den Worten: „Ihr, Herren, habt Tag und Nacht unserem Herrn König geraten, sich nicht um das deutsche Land zu kümmern, weil Ihr ihn um das Amt des Römisch-deutschen Königs bringen wolltet!“ Anschließend ließ er sie ermorden. Im selben Jahr erhielt Johann von König Wenzel IV. die Pfandschaft über die Grafschaft Glatz und Frankenstein, die der mit König Wenzel verfeindete Markgraf Jodok herausgeben musste.
Nachdem Wenzels Stiefbruder Sigismund Ratibor im Jahre 1400 belagerte, setzte Johann II. anlässlich der Zusammenkunft der Könige Wenzel IV. und Władysław II. von Polen im Jahre 1404 in Breslau ein Bündnis durch, das gegen Ungarn gerichtet war. Nach König Wenzels Tod unterstützte Johann dessen Nachfolger König Sigismund, dem er 1420 anlässlich des Breslauer Reichstags huldigte. Als eine Gesandtschaft der aufständischen Tschechen unterwegs zum litauischen Großfürsten Witold war, dem sie die böhmische Krone antragen wollte, wurde sie am 21. September 1421 von Ratiborer Bürgern festgehalten und von Johann II. an König Sigismund ausgeliefert. Als Belohnung erhielt Johann das von ihm 1384 verkaufte Jägerndorf zurück, das zuletzt in den Händen Ludwigs II. von Liegnitz gewesen war. Die Hussiten rächten sich mit einem Einfall in das Ratiborer Land.
Nach seinem Tod wurde Johann in der Klosterkirche der Dominikanerinnen in Ratibor beigesetzt. Erst 1437 kam es zu einem Vergleich und zur Teilung seiner Länder: Sohn Wenzel erhielt Stadt und Land Ratibor, Sohn Nikolaus erhielt Jägerndorf, Freudenthal, Pleß, Rybnik und Bauerwitz.

## Familie
Am 16. Januar 1407 vermählte sich Johann II. mit der litauischen Prinzessin Helene, einer Nichte des polnischen Königs Władysław II. Jagiełło. Sie erhielt 1407 als Leibgedinge die Weichbilder Pleß, Alt Berun und Nikolai und 1412 zusätzlich die Waldhufendörfer südlich Sohrau. Nach Johanns Tod titulierte sie 1424–1449 als Herrin von Pleß.
Der Ehe entstammten die Kinder
- Nikolaus V. († 1452)
- Wenzel von Ratibor und Jägerndorf († 1456)
- Margarethe/Markéta († 1449), ⚭ 1. mit Kasimir von Auschwitz († 1434); 2. ⚭ mit Siemowit/Ziemowit V. von Masowien.[2]